# Bonische expedities

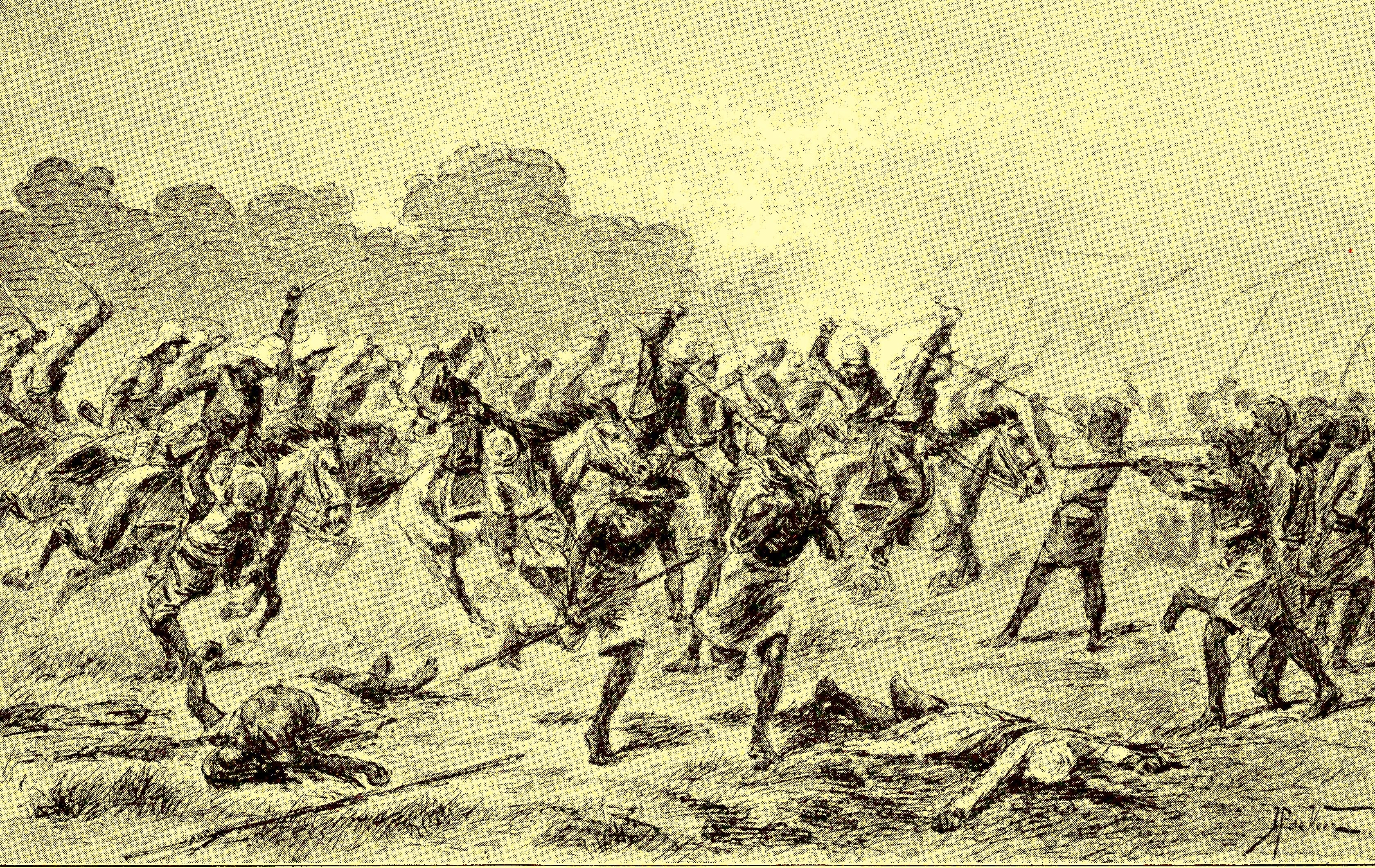
Charge van de Nederlands-Indische cavalerie bij Boni.

De Bonische expedities of Boni-expedities waren vijf militaire veldtochten van het Koninklijk Nederlandsch-Indisch Leger (KNIL) tegen het koninkrijk Boni, gelegen aan de oostkust van Zuidwest-Celebes, in respectievelijk 1824, 1825, 1859, 1860-61 en 1905-1906.
In 1824 en 1825 had het KNIL al een eerste en een tweede strafexpeditie ondernomen naar Boni om de vorst tot gehoorzaamheid te dwingen. De decennia daarna toonden de Bonieren zich evenwel zelfstandig en gedroegen zich soms ronduit uitdagend. Het generaal-gouvernement overwoog meermaals om een nieuwe expeditie te ondernemen om het inlandse rijk definitief te onderwerpen, maar stelde de beslissing steeds uit, hetgeen in Boni werd gezien als een teken van zwakte. Uiteindelijk werd de dood van sultan Ahmad Saleh in 1858 en zijn omstreden opvolging aangegrepen om te interveniëren. Het KNIL koos voor prins Ahmad Singkarru Rukka, zwager van de overleden sultan, ten koste van de nieuw aangestelde koningin Basse Arung Kajuara, waarmee het conflict een successieoorlog werd.
De eerste (feitelijk derde) Boni-expeditie vond plaats van 12 februari tot april 1859. Zij werd een mislukking, omdat de verovering niet werd voltooid. De hoofdstad Boni, het huidige Watampone, werd niet bereikt en tot overmaat van ramp brak er begin maart een epidemie uit onder de KNIL-troepen, die hen tot de aftocht dwong. 528 man (316 Europese en 212 inlandse soldaten) sneuvelden bij deze onderneming, of overleden door ziekte. Een klein garnizoen werd achtergelaten in een redoute in Badjoa (Bajoe) aan de Bonische kust.
De tweede (feitelijk vierde) Boni-expeditie begon op 3 november 1859 en duurde tot februari 1860. Het zieke garnizoen te Bajoe werd vervangen en op 6 december rukte de nieuwe KNIL-troepenmacht op naar Palakka. Een Bonische groep strijders werd overwonnen in een veldslag op de Vlakte van Boni, de hoofdstad Boni werd ingenomen en vervolgens werd Palakka bereikt. Daarop vluchtte de Bonische koningin. Vervolgens werd Pompanua zonder tegenstand bezet en begonnen onderhandelingen met de Bonieren. Op 28 december werd de expeditie officieel beëindigd verklaard. Een deel van de troepen werd teruggestuurd, terwijl de rest als bezettingsmacht achterbleef. Een verdrag werd opgesteld om de nieuwe verhoudingen vast te leggen. Op 30 januari 1860 werd Ahmad Singkaru' Rukka Aru Palakka tot de nieuwe koning van Boni gekozen. Op 13 februari werd er een vredesverdrag gesloten, waarbij de landen Oud-Bulukumba, Kajang en Sinjai tot aan de rivier Tangka door Nederlands-Indië werden geannexeerd, terwijl de rest van het rijk Boni, van Tangka tot Cenrana, voortaan als leengoed door een vorst en de hadat (de rijksraad) van Boni zouden worden bestuurd. Alle KNIL-troepen werden uit Boni teruggetrokken en de redoute ontmanteld.
In de jaren 1905-1906 zou nog een vijfde Boni-expeditie volgen.